# Northcliff
Northcliff és una concentració de població designada pel cens dels Estats Units a l'estat de Texas. Segons el cens del 2000 tenia 1.819 habitants.

## Demografia
Segons el cens del 2000, Northcliff tenia 1.819 habitants, 719 habitatges, i 552 famílies. La densitat de població era de 420,6 habitants/km².
Dels 719 habitatges en un 31% hi vivien nens de menys de 18 anys, en un 66,3% hi vivien parelles casades, en un 7,5% dones solteres, i en un 23,2% no eren unitats familiars. En el 19,1% dels habitatges hi vivien persones soles el 9,9% de les quals corresponia a persones de 65 anys o més que vivien soles. El nombre mitjà de persones vivint en cada habitatge era de 2,53 i el nombre mitjà de persones que vivien en cada família era de 2,9.
Per edats la població es repartia de la següent manera: un 23,7% tenia menys de 18 anys, un 6% entre 18 i 24, un 24,4% entre 25 i 44, un 24,8% de 45 a 60 i un 21% 65 anys o més.
L'edat mediana era de 42 anys. Per cada 100 dones de 18 o més anys hi havia 88,8 homes.
La renda mediana per habitatge era de 51.364 $ i la renda mediana per família de 52.895 $. Els homes tenien una renda mediana de 35.740 $ mentre que les dones 27.021 $. La renda per capita de la població era de 21.944 $. Aproximadament el 5,9% de les famílies i el 7,8% de la població estaven per davall del llindar de pobresa.

## Poblacions properes
El següent diagrama mostra les poblacions més properes.